# Glacialisaurus
Glacialisaurus is een geslacht van dinosauriërs behorend tot de groep van de Sauropodomorpha, dat tijdens het Vroege Jura leefde in het gebied van het huidige Antarctica. De typesoort is Glacialisaurus hammeri.

## Vondst en naamgeving
Glacialisaurus werd in 2007 beschreven door Nathan Smith en Diego Pol. De geslachtsnaam is afgeleid van het Latijnse glacialis, "ijzig", een verwijzing naar de huidige condities op Antarctica. De soortaanduiding eert de paleontoloog William Hammer, de leider van het expeditieteam dat de fossielen ontdekte.
Het holotype, FMNH PR1823, werd in het zuidelijk zomerseizoen 1990 - 1991 gevonden op 4100 meter hoogte op de hellingen van Mount Kirkpatrick in het Transantarctisch Gebergte in de buurt van de Beardmoregletscher en bestaat uit delen van één rechterenkel en -voet; fossiel FMNH PR1822, een fragmentarisch linkerdijbeen dat wat lager los op de helling gevonden werd, is ook aan de nieuwe soort toegewezen. De precieze ouderdom van de Hansonformatie waarin de fossielen werden aangetroffen is onbekend, maar reikt vermoedelijk terug tot de vroege Jura, wat deze vondst bevestigt omdat gelijkvormige dinosauriërs in die tijd ook elders in de wereld voorkwamen. Antarctica maakte toen nog deel uit van het supercontinent Pangea en het klimaat was er zeer veel warmer dan tegenwoordig, ondanks het feit de vondstlocatie toen al rond de 60° zuiderbreedte lag.

## Beschrijving

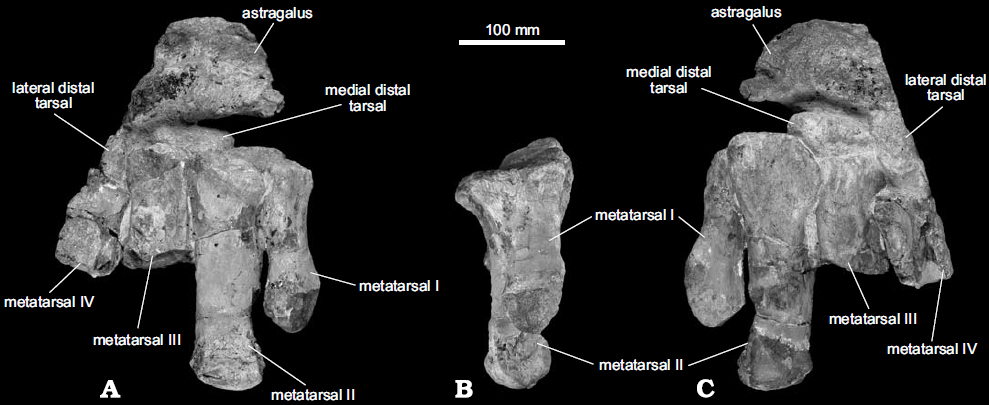
Het holotype FMNH PR1823, een enkel met een stuk middenvoet

Het dijbeen zal in hele toestand een zestig centimeter lang geweest zijn en Glacialisaurus was dus een vrij kleine dinosauriër met een rughoogte van een anderhalve meter, een lengte van zeven meter en een gewicht van twee ton.

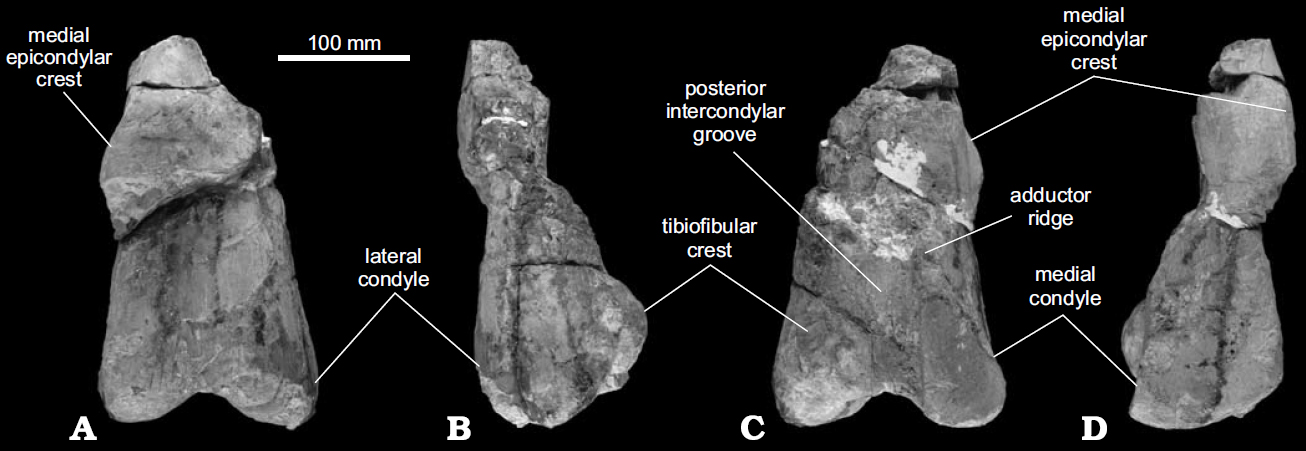
FMNH PR1822, het stuk dijbeen

De beschrijvers wisten zes onderscheidende kenmerken vast te stellen. Het gaat om autapomorfieën, unieke afgeleide eigenschappen. Op het onderste dijbeen loopt een robuuste richel naar de gewrichtsknobbel, net als bij basale Theropoda. Van de binnenste onderste gewrichtsknobbel van het dijbeen loopt een richel voor een spier die de poot naar binnen trok. Bij het tweede middenvoetsbeen is de bovenrand, recht op het ondervlak bezien, licht bol. Op de onderzijde van het bovenste tweede middenvoetsbeen bevindt zich een sterk ontwikkelde richel aan de buitenste zijkant. Het onderste uiteinde van het tweede middenvoetsbeen, als dat bot verticaal gehouden wordt, is licht naar binnen om de lengteas gewrongen. Het tweede middenvoetsbeen heeft een binnenste onderste gewrichtsknobbel die robuuster en sterker ontwikkeld is dan de buitenste knobel.

## Fylogenie
Een eerste kladistische analyse wees uit dat het dier tot de Sauropodomorpha behoorde; niet in een heel basale positie maar ook niet binnen de Sauropoda — althans volgens de definitie van Paul Sereno uit 2005; om verwarring te voorkomen stellen de beschrijvers dat Glacialisaurus niet tot de Eusauropoda behoorde. Vermoedelijk was het verwant aan Lufengosaurus, een lid van de Massospondylidae en had het de morfologie van een prosauropode: een planteneter met een lange nek, korte voorpoten, lange achterpoten en een lange zware staart. De beschrijvers beklemtonen echter dat juist de gevonden lichaamsdelen niet bepaald diagnostisch zijn binnen de Sauropodomorpha en dat iedere conclusie voorlopig is.